# 1904
1904 (MCMIV) var ett skottår som började en fredag i den gregorianska kalendern och ett skottår som började en torsdag i den julianska kalendern.

## Händelser

### Januari
- 2 januari – Bantufolket Herero i Tyska Sydvästafrika gör uppror mot tyskarna och förstör bland annat järnvägsbron vid Osona [1].
- 2 januari–11 februari – USA och Storbritannien skickar flottstyrkor till Dominikanska republiken för att skydda USA:s intressen i Puerto Plata, Sosua och Santo Domingo under revolutionär strid. Man upprättar bland annat en zon där man inte tillåter något bråk [2].
- 4 januari – I Sverige bildas Stockholms tjänarinneförening.[3]
- 5 januari – USA skickar marinsoldater till Korea för att skydda USA:s legation i Seoul under kriget mellan Ryssland och Japan.[4]
- 10 januari – Första svenska Antarktisexpeditionen under Otto Nordenskjöld återvänder till Stockholm [5].
- 17 januari – Anton Tjechovs Körsbärsträdgården har urpremiär på Konstnärliga teatern i Moskva.
- 23 januari – En storbrand i Ålesund gör 12 000 människor hemlösa.[1]
- 29 januari – Den svenska idrottsklubben Västerås SK grundas.
- 30 januari – Den första fasta biografen i Stockholm, Sverige öppnas i Blancheteatern vid Hamngatan. Göteborg har redan 11 biografer [1].

### Februari
- 1 februari – Danmark ger Island självstyre [6].
- 7 februari – Baltimore i Maryland, USA förstörs vid en brand [7].
- 8 februari – Utan krigsförklaring angriper Japan den ryska Fjärranösternflottans båtar vid flottbasen Port Arthur. Detta blir inledningen till det rysk-japanska kriget om inflytande i Manchuriet och Korea [1].
- 20 februari – De båda studenterna vid Göteborgs högskola Fritiof Palmér och Signe Garling deklarerar via en annons i Göteborgs Handels- och Sjöfarts-Tidning att de har ingått ett så kallat "samvetsäktenskap" (samboförhållande). Händelsen blir en skandal som följs av en intensiv pressdebatt och högskolans myndigheter ingriper mot kontrahenterna.
- 23 februari – USA betalar 10 miljoner USD för kontrollen av Panamakanalens zon.
- 24 februari – På grund av rysk-japanska krigets utbrott (8 februari) företas mobiliseringar på Gotland [8].
- 25 februari – Brasilien annekterar Acre [9].

### Mars
- 3 mars – Nationalgardet sätts in för att stoppa massaker på svarta i Springfield, Illinois [10].
- 16 mars – Sverige ansluter sig till Bernkonventionen om upphovsrättsligt skydd för konstnärliga och litterära verk [8].
- 25 mars – Den svenska Akademiskt bildade kvinnors förening (ABKF) bildas.

### April
- 4 april – Ett sjuttiotal rösträttsmöten hålls runt om i Sverige [8].
- 8 april – Avspänningsavtalet Entente Cordiale, en allians som bland annat delar upp de olika intresseområdena i Asien och Afrika - undertecknas av Storbritannien och Frankrike [1].
- 18 april – August Strindberg och Harriet Bosse skiljer sig [8].
- 30 april – Världsutställningen i Saint Louis invigs, Hamburgare och strutglass serveras [10].

### Maj

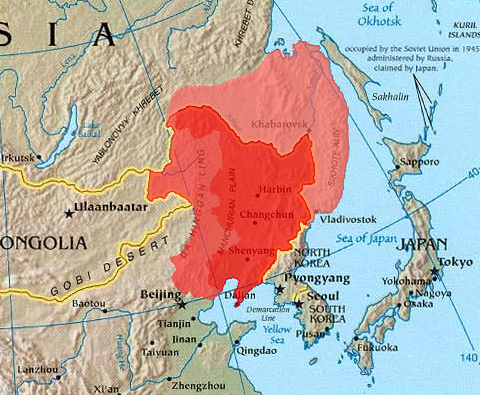
Rysk-japanska kriget påbörjas.

- 1 maj – Slaget vid Yalufloden utkämpas under rysk-japanska kriget 1904-1905.
- 4 maj – Sveriges riksdag beslutar om en läroverksreform som från 1905 delar upp det svenska läroverkssystemet i stadierna "realskola" och "gymnasium" [1]. Flickor får rätt till underordnade befattningar i statens samskolor.
- 8 maj – Filmen Den stora tågplundringen, världens första västernfilm, har svensk premiär.
- 18 maj – Sveriges riksdag förkastar regeringen Boströms förslag om allmän och lika rösträtt för män, med proportionellt valsystem [11].
  - International Agreement for the suppression of the White Slave Traffic framläggs i Paris 18 maj 1904.

### Juni
- 3 juni – International Alliance of Women bildas av International Council of Women på Second Conference of the International Woman Suffrage Alliance.
- 15 juni – Omkring 1 000 personer, främst kvinnor och barn, omkommer då en utflyktsbåt från tyska föreningen i New York börjar brinna och sjunker på East River utanför Manhattan [10].
- 16 juni – Den 29-årige finske nationalisten Eugen Schauman skjuter den ryske generalguvernören över Finland Nikolaj Bobrikov i senatshuset i Helsingfors [1]. Schauman tar därefter omedelbart sitt eget liv, medan Bobrikov avlider dagen därpå.
- 26 juni – Idrottsföreningen IF Elfsborg bildas.
- 28 juni – 700 nordiska utvandrare, bland dem 70 svenskar, drunknar när ångbåten Norge, som åker från Köpenhamn till New York, går på grund och sjunker i hårt väder på Atlanten utanför Skottland [1].

### Juli
- Juli – Transsibiriska järnvägen är klar efter drygt 10 års arbete, så att ryssarna lättare kan befolka Sibirien [1], 831 mil från Moskva till Vladivostok [10].
- 1 juli
  - I Saint Louis öppnas de 3:e moderna olympiska spelen inom ramen för världsutställningen [1].
  - Svenska AB Gas-accumulator (AGA) bildas med Gustaf Dalén som direktör [8].
- 14 juli – Skalden Erik Axel Karlfeldt inväljs i Svenska Akademien [11].
- 16 juli – Sveriges första ubåt, Hajen, sjösätts på Galärvarvet i Stockholm.
- 20 juli – I Danmark bildas De Samvirkende danske Tjenestepigeforeninger med målet att förbättra tjänsteflickornas arbetsförhållanden [12].

### Augusti
- 6 augusti – De sista hästspårvagnarna tas i bruk på Stockholms gator [1].
- 18 augusti – Sågverksarbetare i Sörvik, Dalarna, avskedas och vräks från sina bostäder för att de tillhör en fackförening och vägrar gå med på lönesänkning [8].
- 19 augusti – Stockholmsdirektören Karl Fredrik Lundin skadas svårt när världens första dokumenterade brevbomb exploderar i händerna på honom. Bomben har konstruerats av den svenske ingenjören Martin Ekenberg.
- 24 augusti – Ballongfararen Salomon August Andrée och hans medhjälpare Nils Strindberg och Gustav Frenkel, som 1897 gav sig av i luftballong över Arktis och Nordpolen, dödförklaras [11].

### September
- September – Döva och blinda Helen Keller, 24, tar examen vid ett amerikanskt universitet, självbiografin blir storsäljare [10].
- 7 september – En brittisk militärexpedition invaderar Tibet.
- 14 september – 36-årige ryske författaren Maksim Gorkij besöker på sin första utlandsresa Helsingfors där hans pjäs "Småborgare" spelas på Finska teatern [1].
- 26 september – Nyzeeländske delfinen Pelorus Jack skyddas ensam av Order in Council under Sea Fisheries Act.[13]

### Oktober
- 4 oktober – Den svenska idrottsklubben IFK Göteborg bildas.
- 18 oktober – Allmänna valmansförbundet (AVF) i Sverige bildas genom sammanslagning av den svenska riksdagens tre högergrupper [8]. Försvarsfrågan och rösträttsfrågan är dominerande punkter på dagordningen [11]. Fredrik Östberg är ordförande, men förbundet domineras av Arvid Lindman, ledare för andrakammarhögern, och Ernst Trygger, ledare för förstakammarhögern.
- 22 oktober – Kravaller utbryter i flera ryska städer då reservister kallats in i kriget mot Japan [10].
- 23 oktober – Ett kraftigt jordskalv med magnituden 6,0 på richterskalan drabbar södra Sverige och Norge, med epicentrum i södra Oslofjorden. Skalvet är det värsta som drabbat Norden på tusen år och har gått till historien som Oslofjordskalvet.
- 27 oktober – USA:s och möjligen världens största tunnelbana öppnas i New York.

### November

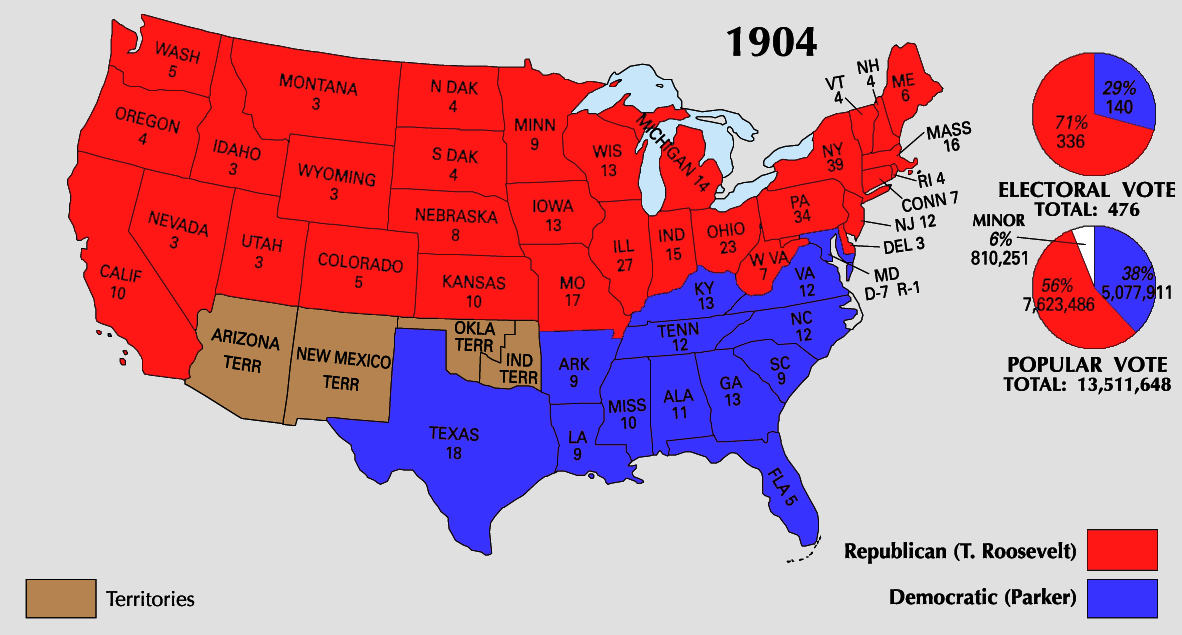
Presidentval i USA.

- 8 november – Republikanen Theodore Roosevelt besegrar demokraten Alton B. Parker vid presidentvalet i USA.
- 16 november – Grytviken grundas i den brittiska besittningen Sydgeorgien av kapten Carl Anton Larsen som en valfångststation [14].
- 17–24 november – USA skickar soldater till Panama för att skydda amerikanska liv och egendomar i Ancon vid hot om uppror [4].
- November – Den svenska socialdemokratiska kvinnotidningen Morgonbris utkommer med sitt första nummer [10].

### December
- December – Emigrationen från Sverige till Nordamerika avtar, från 42 000 personer 1903 medan 18 000 åkte 1904 [8][11].
- 10 december – Årets Nobelpris går till bland andra ryssen Ivan Pavlov i medicin medan litteraturpriset delas av Fréderic Mistral och spanjoren José Echegaray [11].
- 18 december – Svenska Fotbollförbundet bildas [15].

### Okänt datum
- USA skickar soldater Tanger i Marocko för att rädda en kidnappat amerikan samt skydda USA:s  [2].
- Erik Gustaf Boströms rösträttsförslag förkastas av den svenska riksdagen.
- Anders Österlings första diktsamling utkommer.
- Under året postas 48 671 400 vykort i Sverige, vilket är cirka tio per invånare.
- Vid en konflikt vid Norrköpings spårvägar sätter man in strejkbrytare, vilket leder till kravaller och hårda domar mot arbetarna.
- Sveriges statsminister Erik Gustaf Boström formulerar sina "lydrikespunkter" som Sveriges krav för ett självständigt norskt konsulatsväsende, sedan förhandlingarna strandat.
- Luleå stift bildas genom en utbrytning från Härnösands stift, samtidigt som Kalmar stift dras in.
- Den statliga svenska egnahemskommittén avger sitt betänkande. Statliga egnahemslån införs, varvid staten lånar ut tio miljoner på fem år till självständiga småjordbruk. Lantarbetarbefolkningen skall på detta sätt ges bättre villkor och fås att stanna i hemlandet.
- Svenska farmaceutförbundet bildas.
- Svenska gymnastikförbundet bildas.
- En biltävling Stockholm–Uppsala anordnas.
- En internationell konvention om bekämpning av pest, kolera och gula febern antas.
- Världens äldsta inspelade intervju genomförs då den 94-årige skomakaren Peter Wickblom intervjuas om sin utvandring till USA 1846.
- Stockholm delas in i överlärardistrikt med en överlärare i varje skola.
- I Klara församling i Stockholm finns 25 sprit- och 130 ölkrogar [8].
- I Sverige inrättas Egnahemslånefonden för arbetare som vill bli småbrukare [16].
- Arbetarna i Munkfors bildar en fackförening, den första inom UHB [17].
- KF:s partihandel bildas [18]
- En tysk diplomat i Stockholm påstår att Sverige sedan 1880-talet alltmer bygger sitt samhälle efter tysk modell [19].
- En folkskollärare i Göteborg stäms inför rådhusrätten för att ha agat en pojke, vilket pojkens far hävdar är misshandel [20].
- Kvinnoorganisationen Feministák Egyesülete grundas i Ungern.
- Chalmers studentkår grundas av Teknologföreningen C.S.[21]

## Födda

### Första kvartalet

#### Januari
- 8 januari – Karl Brandt, Adolf Hitlers personlige läkare och chef för Nazitysklands eutanasiprogram. (död 1948)
- 14 januari – Cecil Beaton, brittisk fotograf. (död 1980)
- 18 januari – Cary Grant, brittisk-amerikansk skådespelare. (död 1986)
- 22 januari
  - Lillemor Biörnstad, svensk skådespelare. (död 1995)
  - George Balanchine, rysk koreograf. (död 1983)

#### Februari
- 2 februari – Helen Rose, amerikansk kostymör. (död 1985)
- 3 februari
  - Luigi Dallapiccola, italiensk kompositör. (död 1975)
  - Pretty Boy Floyd, amerikansk bankrånare. (död 1934)
- 6 februari – Sam Leavitt, amerikansk filmfotograf. (död 1984)
- 10 februari – Eric Umedalen, svensk friidrottare. (död 1972)
- 14 februari – Hertta Kuusinen, finländsk politiker. (död 1974)
- 15 februari – Sten Looström, svensk skådespelare. (död 1966)
- 16 februari
  - Josef Bühler, tysk nazistisk politiker. (död 1948)
  - George F. Kennan, amerikansk diplomat, politisk rådgivare, statsvetare och historiker (död 2005)
- 20 februari
  - Herbert Brownell, amerikansk republikansk politiker, USA:s justitieminister 1953–1957. (död 1996)
  - Aleksej Kosygin, sovjetisk politiker, premiärminister 1964–1980. (död 1980)
- 23 februari – George Docking, amerikansk demokratisk politiker, guvernör i Kansas 1957–1961. (död 1964)
- 27 februari – James T. Farrell, amerikansk författare. (död 1979)
- 28 februari – Sven Svensson, svensk hemmansägare och politiker (högern). (död 1991)
- 29 februari
  - Jimmy Dorsey, amerikansk klarinettist och orkesterledare. (död 1957)
  - Helmer Grundström, svensk författare. (död 1986)

#### Mars
- 1 mars – Glenn Miller, amerikansk orkesterledare, trombonist och arrangör. (död 1944)
- 2 mars – Tom Steed, amerikansk demokratisk politiker, kongressledamot 1949–1981 (död 1983)
- 4 mars – Luis Carrero Blanco, spansk sjömilitär och politiker. (död 1973)
- 5 mars – Karl Rahner, tysk katolsk teolog. (död 1984)
- 7 mars – Reinhard Heydrich, tysk nazistisk politiker, SS-Obergruppenführer. (död 1942)
- 11 mars
  - Linnéa Edgren, svensk skådespelare. (död 1981)
  - Albrecht von Hagen, tysk jurist och motståndskämpe. (död 1944)
- 23 mars – Joan Crawford, amerikansk skådespelare. (död 1977)
- 24 mars – Anna Lindahl, svensk skådespelare. (död 1952)

### Andra kvartalet

#### April
- 1 april – Holger Löwenadler, svensk skådespelare. (död 1977)
- 2 april – Karl Ragnar Gierow, svensk regissör, Dramatenchef, manusförfattare, skådespelare och sångtextförfattare[8]. (död 1982)
- 4 april
  - Arne Hülphers, svensk musikdirektör, kapellmästare och pianist. (död 1978)
  - Walter J. Kohler Jr., amerikansk republikansk politiker och affärsman, guvernör i Wisconsin 1951–1957. (död 1976)
- 6 april – Kurt Georg Kiesinger, tysk politiker, förbundskansler 1966–1969. (död 1988)
- 7 april – Ralph Bunche, amerikansk diplomat, nobelpristagare. (död 1971)
- 8 april – Yves Congar, fransk romersk-katolsk präst, dominikan, teolog, kardinal. (död 1995)
- 12 april – Glen H. Taylor, amerikansk politiker, senator 1945–1951. (död 1984)
- 14 april – Sir John Gielgud, brittisk skådespelare. (död 2000)
- 15 april – Arshile Gorky, armenisk-amerikansk konstnär. (död 1948)
- 16 april – Walter Walford Johnson, amerikansk demokratisk politiker, guvernör i Colorado 1950–1951. (död 1987)
- 19 april – Hildur Lindberg, svensk skådespelare. (död 1976)
- 20 april – Bob Bartlett, amerikansk demokratisk politiker, senator 1959–1968. (död 1968)
- 21 april – Odilo Globocnik, österrikisk nazistisk politiker och SS-officer. (död 1945)
- 22 april – Robert Oppenheimer, amerikansk kärnfysiker, ledare för atombombsprojektet. (död 1967)
- 24 april – Willem de Kooning, nederländsk målare. (död 1997)
- 25 april – René Cogny, fransk militär. (död 1968)
- 27 april – Emy Owandner, svensk skådespelare och operettsångerska. (död 1978)
- 28 april – Runar Urbans, finländsk tidningsman och skriftställare. (död 1966)
- 30 april – Willi Mentz, tysk SS-officer, dömd krigsförbrytare. (död 1978)

#### Maj
- 1 maj – Manne Östlund, svensk målare, tecknare och skulptör. (död 1955)
- 6 maj – Harry Martinson, svensk författare, nobelpristagare[8]. (död 1978)
- 11 maj – Salvador Dalí, spansk målare. (död 1989)
- 13 maj – Eric Andersson, svensk kompositör, sångtextförfattare, kapellmästare och ackompanjatör. (död 1974)
- 16 maj – Olle Bennström, svensk racerförare och vinnare av Grand Prix 1932. (död 1969)
- 17 maj
  - Jean Gabin, fransk skådespelare. (död 1976)
  - John J. Williams, amerikansk republikansk politiker, senator 1947–1970. (död 1988)
- 21 maj – Fats Waller, amerikansk jazzpianist. (död 1943)
- 22 maj – Anne de Vries, nederländsk författare. (död 1964)
- 26 maj – George Formby, brittisk sångare, musiker och skådespelare. (död 1961)

#### Juni
- 2 juni – Johnny Weissmuller, amerikansk simmare och skådespelare. (död 1984)
- 14 juni – Gösta Grip, svensk skådespelare. (död 1998)
- 15 juni – Gösta Terserus, svensk teaterskolledare och skådespelare. (död 1978)
- 17 juni – J. Vernon McGee, amerikansk teolog och radiopredikant. (död 1988)
- 19 juni – Lars Madsén, svensk författare, regissör och reporter i radio och TV. (död 1974)
- 24 juni – Unto Vartiovaara, finländsk mikrobiolog. (död 1999)
- 25 juni – Otto Åhlström, svensk skådespelare och köpman. (död 1955)
- 26 juni – Peter Lorre, ungersk-amerikansk skådespelare. (död 1964)
- 30 juni – Bibi Lindström, svensk filmarkitekt, scenograf, regissör och manusförfattare. (död 1984)

### Tredje kvartalet

#### Juli
- 1 juli – Herman Zetterberg, svensk socialdemokratisk politiker, justitieminister 1945–1957. (död 1963)
- 2 juli – Erik Lundin, svensk schackspelare. (död 1988)
- 7 juli – Alvah Bessie, amerikansk författare. (död 1985)
- 10 juli – Gunnar Olsson, svensk regissör och skådespelare och manusförfattare. (död 1983)
- 12 juli
  - Pablo Neruda, chilensk poet, nobelpristagare. (död 1973)
  - Olle Olsson Hagalund, svensk konstnär. (död 1972)
- 14 juli – Isaac Bashevis Singer, polsk-amerikansk författare, nobelpristagare. (död 1991)
- 16 juli – Leo-Jozef Suenens, belgisk kardinal. (död 1996)
- 17 juli – Evert Lundquist, svensk konstnär[8]. (död 1994)
- 19 juli – Vera Schmiterlöw, svensk skådespelare. (död 1987)
- 24 juli – Harry Hasso, svensk regissör, fotograf och skådespelare. (död 1984)
- 27 juli – Anton Dolin, brittisk balettdansör och koreograf. (död 1983)
- 28 juli – Pavel Tjerenkov, rysk fysiker, nobelpristagare. (död 1990)

#### Augusti
- 6 augusti – Ballard Berkeley, brittisk skådespelare. (död 1988)
- 9 augusti – Hasso von Boehmer, tysk militär. (död 1945)
- 14 augusti – Erik Zetterström, svensk författare känd under signaturen Kar de Mumma[8]. (död 1997)
- 16 augusti
  - Roman Hruska, amerikansk republikansk politiker, senator 1954–1976. (död 1999)
  - Wendell Stanley, amerikansk kemist, nobelpristagare. (död 1971)
- 20 augusti – Gustav Sandgren, svensk författare. (död 1983)
- 21 augusti – Count Basie, amerikansk jazzmusiker, orkesterledare. (död 1984)
- 22 augusti – Deng Xiaoping, kinesisk politiker, ledare 1978–1997. (död 1997)
- 23 augusti – William Primrose, brittisk violast. (död 1982)
- 29 augusti – Werner Forssmann, tysk läkare, nobelpristagare. (död 1979)

#### September
- 2 september – Set Svanholm, svensk hovsångare och operachef. (död 1964)
- 17 september
  - Frederick Ashton, brittisk balettdansör och koreograf. (död 1988)
  - Edgar G. Ulmer, österrikisk-amerikansk regissör. (död 1972)
- 21 september – Birgit Chenon, svensk skådespelare. (död 1952)
- 26 september – Estelle Bernadotte, svensk filantrop. (död 1984)

### Fjärde kvartalet

#### Oktober
- 1 oktober
  - Erik Upmark, svensk ämbetsman och civilingenjör samt generaldirektör för SJ 1949–1969. (död 1990)
  - A.K. Gopalan, indisk politiker. (död 1977)
- 2 oktober – Graham Greene, brittisk författare. (död 1991)
- 5 oktober – Greta Wassberg, svensk sångare. (död 1996)
- 6 oktober – Folmar Blangsted, dansk-amerikansk filmregissör, klippare och manusförfattare. (död 1982)
- 16 oktober
  - Björn Berglund, svensk skådespelare och vissångare. (död 1968)
  - Eivor Wallin, svensk politiker (socialdemokrat). (död 2003)
- 17 oktober – Josef Klehr, tysk SS-officer och dömd krigsförbrytare. (död 1988)
- 18 oktober – Nils Gustafsson, svensk violinist. (död 1980)
- 20 oktober – Anna Neagle, brittisk skådespelare. (död 1986)
- 22 oktober – Constance Bennett, amerikansk skådespelare. (död 1965)
- 24 oktober – Moss Hart, amerikansk dramatiker, manusförfattare och regissör. (död 1961)
- 27 oktober – Nisse Lind, svensk kapellmästare, kompositör, skådespelare och musiker (dragspel, piano). (död 1941)
- 30 oktober – Neil H. McElroy, amerikansk affärsman och politiker, USA:s försvarsminister 1957–1959. (död 1972)

#### November
- 9 november – Viktor Brack, tysk nazistisk politiker, dömd krigsförbrytare. (död 1948)
- 12 november – Jacques Tourneur, fransk filmregissör. (död 1977)
- 13 november – Peter Yorck von Wartenburg, tysk jurist och motståndskämpe. (död 1944)
- 14 november – Dick Powell, amerikansk skådespelare och sångare. (död 1963)
- 19 november
  - Kurt Bendix, svensk orkesterledare, dirigent och hovkapellmästare. (död 1992)
  - Nathan Freudenthal Leopold Jr., amerikansk brottsling. (död 1971)
- 20 november – Henri-Georges Clouzot, fransk regissör, manusförfattare och producent. (död 1977)
- 21 november – Coleman Hawkins, amerikansk jazzsaxofonist. (död 1969)
- 22 november – Louis Néel, fransk fysiker, nobelpristagare. (död 2000)
- 28 november – James Eastland, amerikansk politiker, senator 1941 och 1943–1978. (död 1986)
- 30 november – Clyfford Still, amerikansk målare. (död 1980)

#### December
- 15 december – Gunnar Hägglöf, svenskt statsråd, Sveriges första FN–ambassadör. (död 1994)
- 17 december – Bernard Lonergan, kanadensisk jesuit och religionsfilosof. (död 1984)
- 19 december – B.T. Ranadive, indisk politiker och fackföreningsman. (död 1990)
- 21 december – Johannes Edfelt, svensk författare[8]. (död 1997)
- 24 december – Ernfrid Ahlin, svensk kompositör och musikförläggare. (död 1969)

## Avlidna

### Första kvartalet

#### Januari
- 9 januari
  - Charles Foster, 75, amerikansk republikansk politiker, USA:s finansminister 1891–1893.
  - John Brown Gordon, 71, amerikansk general och politiker.
- 20 januari – Albert von Maybach, 81, preussisk ämbetsman.
- 22 januari – Laura Vicuña, 12, chilensk jungfru och martyr, saligförklarad 1988.

#### Februari
- 12 februari – Antonio Labriola, 60, italiensk marxist.
- 15 februari – Mark Hanna, 66, amerikansk industrialist och republikansk politiker, senator 1897-1904.

#### Mars
- 17 mars – Gideon C. Moody, 71, amerikansk republikansk politiker, senator 1889–1891.
- 21 mars – William Russell Grace, 71, amerikansk affärsman och politiker, grundare av företaget Grace samt borgmästare i New York 1881–1882 och 1885–1886.
- 23 mars – Helge Åkeson, 72, pacifist och baptistpredikant, grundare av Fribaptistsamfundet.
- 24 mars – Edwin Arnold, 71, engelsk skald och orientalist.

### Andra kvartalet

#### April

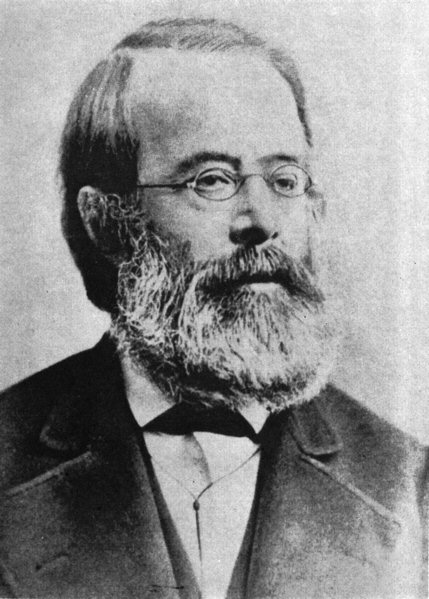
Den tyske orientalisten Otto von Böhtlingk avled den 1 april, 88 år gammal.

- Den tyske orientalisten Otto von Böhtlingk avled den 1 april, 88 år gammal.1 april – Otto von Böhtlingk, 88, tysk orientalist.
- 4 april – Americus V. Rice, 68, amerikansk militär och politiker, kongressledamot 1875–1879.
- 11 april – Alberto Cantoni, 62, italiensk författare.

#### Maj
- 1 maj – Antonín Dvořák, 62, tjeckisk kompositör.
- 10 maj – Henry Morton Stanley, 63, brittisk-amerikansk journalist, upptäcktsresande och kolonisatör.

#### Juni
- 11 juni – Clas Theodor Odhner, 67, svensk riksarkivarie.
- 16 juni – Eugen Schauman, 29, finländsk student och aktivist.
- 17 juni
  - Nikolaj Bobrikov, 65, rysk militär och politiker, generalguvernör i Finland 1898-1904 (mördad).
  - Harvey Logan, amerikansk brottsling med smeknamnet Kid Curry.

### Tredje kvartalet

#### Juli
- 3 juli – Theodor Herzl, 44, österrikisk-judisk journalist som blev grundaren av den moderna politiska sionismen.
- 5 juli – Abaj Qunanbajuly, 58, kazakisk poet, kompositör och filosof.
- 8 juli – Anton Qvam, 69, norsk politiker
- 15 juli – Anton Tjechov, 44, rysk författare.
- 16 juli – Carl Fredric von Sydow, 71, svensk apotekare och riksdagspolitiker.

#### Augusti
- 4 augusti – James T. Lewis, 84, amerikansk politiker, guvernör i Wisconsin 1864–1866.

#### September
- 24 september – Niels Ryberg Finsen, 43, dansk läkare, nobelpristagare.
- 30 september – George Frisbie Hoar, 78, amerikansk republikansk politiker, senator 1877-1904.

### Fjärde kvartalet

#### Oktober
- 4 oktober – Frédéric Bartholdi, 69, fransk skulptör, Frihetsgudinnans skapare.
- 7 oktober – Isabella Bird, 72, brittisk upptäcktsresande, författare, fotograf och naturalist.
- 8 oktober – Matt Whitaker Ransom, 78, amerikansk politiker, militär och diplomat, senator 1872–1895.
- 21 oktober – Isabelle Eberhardt, 27, schweizisk upptäcktsresande och författare.

#### November
- 18 november – William Campbell Preston Breckinridge, 67, amerikansk politiker, kongressledamot 1885–1895.
- 20 november – Hugh Smith Thompson, 68, amerikansk demokratisk politiker, guvernör i South Carolina 1882–1886.
- 29 oktober – Benjamin Harrison Eaton, 70, amerikansk republikansk politiker, guvernör i Colorado 1885–1887.
- 24 november – Christopher Dresser, 70, brittisk designer.

#### December
- 13 december – Johannes Skaar, 76, norsk biskop.
- 21 december – George Laird Shoup, 68, amerikansk republikansk politiker, senator 1890–1901.
- 28 december – Otto Intze, 61, tysk vattenbyggnadsingenjör.

## Nobelpris[22]
- Fysik – Lord Rayleigh, Storbritannien
- Kemi – Sir William Ramsay, Storbritannien
- Medicin – Ivan Pavlov, Ryssland
- Litteratur
  - Frédéric Mistral, Frankrike
  - José Echegaray, Spanien
- Fred – Institutet för internationell rätt

### Fotnoter
1. 1 2 3 4 5 6 7 8 9 10 11 12  20:e århundrades När Var Hur – 1904, Bernt Himmelstedt, Forum, 1999
2. 1 2  ”USA:s militära insatser i utlandet”. Arkiverad från originalet den 9 december 2013. https://web.archive.org/web/20131209174005/http://www.history.navy.mil/library/online/forces.htm. Läst 31 januari 2011.
3. ↑  Elisabet Andersson (Maj 1905). ”Stockholms tjänarinneförenings årsberättelsre 1904”. Stockholms tjänarinneförening. http://www.arbark.se/pdf_wrd/tjanarinnebladet/01-tjanarinnebladet-provnr-1905.pdf. Läst 4 mars 2012.
4. 1 2  ”USA:s militära insatser i utlandet 1798-2004”. Arkiverad från originalet den 9 december 2013. https://web.archive.org/web/20131209174005/http://www.history.navy.mil/library/online/forces.htm. Läst 31 januari 2011.
5. ↑  75 år Sverige, Carl-Adam Nycop, Bokförlaget Bra böcker, 1976, sidan 15 - Antarktisexpeditionens hemkomst
6. ↑  ”World Statesmen”. http://www.worldstatesmen.org/Iceland.htm.
7. ↑  Faktakalendern 1997, Semic, 1996
8. 1 2 3 4 5 6 7 8 9 10 11 12 13 14  Hundra år i Sverige – 1904, Hans Dahlberg, Albert Bonniers, 1999
9. ↑  ”World Statesmen”. http://www.worldstatesmen.org/Brazil.html.
10. 1 2 3 4 5 6 7  100 år med Aftonbladet – 1904, 1999
11. 1 2 3 4 5 6  Sverige 1900-talet – 1904, NE, Bra Böcker, 2000
12. ↑  ”FOA - 1904”. Arkiverad från originalet den 19 juli 2011. https://web.archive.org/web/20110719123700/http://www.foa.dk/Forbund/Om-FOA/FOAs-historie/1900ernee/De%20samvirkende%20danske%20Tjenestepigeforeninger.
13. ↑  Alpers, A.F.G. (1966). ”Pelorus Jack”. An Encyclopaedia of New Zealand. http://www.teara.govt.nz/1966/P/PelorusJack/PelorusJack/en. Läst 29 december 2006.
14. ↑  ”World Statesmen”. http://www.worldstatesmen.org/South_Georgia_Islands.html.
15. ↑  Bengt Ågren, SvFF:s tillkomst 1904 Arkiverad 30 september 2007 hämtat från the Wayback Machine., www.svenskfotboll.se, läst 16 april 2008
16. ↑  Sverige 1900-talet – Bonden som försvann, NE, Bra Böcker, 2000
17. ↑  Sverige 1900-talet – Bruket dominerade Munkfors utveckling, NE, Bra Böcker, 2000
18. ↑  Sverige 1900-talet – KF en folkrörelse med ideal, NE, Bra Böcker, 2000
19. ↑  Sverige 1900-talet – Sverige mellan tyskt och amerikanskt, NE, Bra Böcker, 2000
20. ↑  ”Det hände i dag - 1 oktober”. Arkiverad från originalet den 5 mars 2016. https://web.archive.org/web/20160305045347/http://webnews.textalk.com/se/calendar.php?id=9747&type=month&ds=20101001&list=true.
21. ↑  ”Union history” (på amerikansk engelska). Chalmers Studentkår. https://chalmersstudentkar.se/union-history/. Läst 6 november 2024.
22. ↑  ”Nobelpriset”. https://www.nobelprize.org/prizes/lists/all-nobel-prizes/. Läst 10 april 2011.